# Kijevski književni susreti
Kijevski književni susreti  kulturna je manifestacija koja se održava polovicom srpnja svake godine u mjestu Kijevu kod Knina.

## Povijest
Prvi su Kijevski književni susreti održani 2002. Svaki susret posvećen je nekom književniku, a u pravilu to bivaju književnici iz Zagore.
Stipan Matoš i Vlado Pandžić jedni su od pokretača ovih susreta, a organizator je Pučko otvoreno učilište "Invictus".
Uoči središnjeg skupa običava se održati nekoliko manjih pjesničkih susreta po Kijevu, od kojih su neki i međunarodne i znanstveno-stručne naravi. Nakon susreta izdaje se zbornik radova koji sastavljaju kroatisti i publicisti te u kojemu se objave i najbolji eseji, nagrađeni na natječaju.
Svake godine pred školskom se zgradom otkriva poprsje književnika kojemu je lanjski susret bio posvećen.

## O Susretima
(popisi nepotpuni)
- 2002.:

Sudionici su bili Vlado Pandžić, Stipe Botica, Dunja Detoni-Dujmić, Evelina Rudan, Goran Novaković.
- 2003.:

Sudionici su bili Stijepo Obad, Ivana Žužul, Tihomil Maštrović, Tvrtko Vuković, Vlado Pandžić.
- 2004.:

Sudionici su bili Dragutin Tadijanović, Vlado Pandžić, Tihomil Maštrović, Miroslav Mićanović, Goran Novaković, Miljenko Buljac, Ante Čavka, Ivo Pranjković, Krešimir Bagić.
- 2005.:

Sudionici su bili Vlado Pandžić, Slaven Jurić, Krystyna Pieniążek-Marković, Ivo Pranjković, Goran Novaković, Ivan Markešić, Jadranka Nemeth-Jajić, Florijan Lovrić, Vinko Brešić, Stjepan Šešelj, Tihomil Maštrović, Katica Čorkalo, Antun Pavešković, Miroslav Mićanović. 
- 2006.:

- 2007.:

Sudionici su bili Vlado Pandžić, Cvjetko Milanja, Ivan Majić, Ivan Markešić, Marinko Pejić, Boris Škvorc, Jadranka Nemeth-Jajić, Ivo Banac, Luka Markešić, Jože Lipnik, Zvonko Kovač, Miljenko Buljac, Dean Slavić, Goran Novaković, Ante Nadomir Tadić Šutra, Mladen Vuković.
Od 2007. na ovim se susretima nagrađuje najbolji esej u kategorijama za učenike i studente. Tema za 2007. godinu bila je "Dom, zavičaj i prostor". 
Za kraj je otkrivena statua (poprsje) Tina Ujevića, djelo osječkog kipara Nikole Fallera.

## Dosadašnje posvete
- 2002.: Dinko Šimunović
- 2003.: Milan Begović
- 2004.: Antun Gustav Matoš
- 2005.: Antun Branko Šimić
- 2006.: Tin Ujević
- 2007.: Vlado Gotovac
- 2008.: Jure Kaštelan
- 2009.: Ivan Raos
- 2010.: Boris Maruna
- 2011.: Ivan Slamnig
- 2012.: Drago Ivanišević

## Vanjske poveznice
- Pučko otvoreno učilište "Invictus"  Arhivirana inačica izvorne stranice od 30. rujna 2007. (Wayback Machine) Zbornici